# Negha inflata
Negha inflata là một loài côn trùng trong họ Inocelliidae thuộc bộ Raphidioptera. Loài này được Hagen miêu tả năm 1861.